# Estado tributário
Estado tributário é um estado pré-moderno em uma relação subordinada a um estado mais poderoso, que envolvia o envio regular de um sinal de submissão, ou tributo, ao poder superior (o suserano). Esse sinal muitas vezes tomava a forma de uma transferência substancial de riqueza, como a entrega de ouro, produtos ou escravizados, de modo que o tributo pode ser visto como o pagamento de dinheiro de proteção. Ou poderia ser mais simbólico: às vezes, se resumia a nada mais do que a entrega de um sinal de submissão, como a bunga mas (flor de ouro) que os governantes da península malaia costumavam enviar aos reis do Sião, ou o Tributo do Falcão Maltês que o Grão-Mestre da Ordem de São João costumava enviar anualmente ao Vice-rei da Sicília para governar Malta. Também poderia envolver a presença do governante subordinado na corte do hegemon para fazer um show público de submissão.
Os herdeiros contemporâneos dos hegemonistas de tributos tendem a afirmar que o relacionamento tributário deve ser entendido como um reconhecimento da soberania do hegemon no mundo moderno, enquanto os antigos estados tributários negam que tenha havido qualquer transferência de soberania.

Formas mais contemporâneas de subordinação estatal incluem o estado fantoche, o estado satélite e o estado cliente.